# مايا ميلكوفيتش
مايا ميلكوفيتش (بالصربية: Маја Миљковић)‏ مواليد 11 أبريل 1988 في ليسكوفاتس، جمهورية يوغوسلافيا الاشتراكية الاتحادية، هي لاعبة كرة سلة صربية. بدأت مسيرتها الاحترافية في سنة 2007. وتحمل الرقم 6.

## المسيرة الاحترافية
لعبت مع نادي سيلتا دي فيغو لكرة السلة من سنة 2007 إلى 2009، ثم لعبت مع نادي بورجيز لكرة السلة للسيدات في موسم 2010–2011، ثم لعبت مع نادي بارتيزان لكرة السلة للسيدات في سنة 2011.

## روابط خارجية
- مايا ميلكوفيتش على موقع الاتحاد الدولي لكرة السلة (الإنجليزية)
- مايا ميلكوفيتش على موقع كرة السلة الأوروبية.كوم (الإنجليزية)
- مايا ميلكوفيتش على موقع بروبوليرز (الإنجليزية)